# سیهدایشوم
سیهدایشوم (به آلمانی: Siehdichum) یک شهر در آلمان است که در اودر-اشپری واقع شده‌است. سیهدایشوم ۱٬۷۶۰ نفر جمعیت دارد.